# Akademgorodok
Akademgorodok (en russe : Академгородо́к, signifiant littéralement : cité académique, ou ville académique) est une cité scientifique et un quartier de la ville de Novossibirsk, en Sibérie (Russie). Elle se trouve à environ 20 kilomètres au sud-est du centre de Novossibirsk.
Construite au milieu d'une forêt de bouleaux et de pins, Akademgorodok se situe également sur les rives de la mer de l'Ob, un réservoir artificiel créé sur la rivière Ob. Administrativement, Akademgorodok fait partie du rayon Soviétique de Novossibirsk (Советский район) et compte environ 60 000 habitants. Contrairement à d'autres centres scientifiques soviétiques, tel que Seversk, Akademgorodok n'a jamais été une ville fermée et fait l'objet de nombreux investissements dans la recherche scientifique venant de compagnies privées, ce qui lui vaut le surnom de « Silicon Taïga » en référence à la Silicon Valley.
Il constitue l'un des centres scientifiques les plus importants de Russie mais également une vraie petite ville. Ainsi, on dénombre des instituts de recherche, des universités, des restaurants, des magasins, des appartements, des hôtels, des cinémas... Sa construction a commencé en 1957 sur initiative de l'académicien Mikhaïl Alekseïevitch Lavrentiev (Михаил Алексеевич Лаврентьев). Sur le territoire d'Akademgorodok sont rassemblés une dizaine d'Instituts de recherche scientifique, tel que l'Institut de physique nucléaire Budker. Troisième communauté de scientifiques en Russie, après Moscou et Saint-Pétersbourg, le technopôle compte 16 instituts de recherche, 6 000 étudiants et une centaine de sociétés spécialisées en informatique. Le siège de la présidence de la Division Sibérienne de l'Académie des Sciences Russe (СО РАН Сибирское Отделение Российской Академии Наук) est également situé à Akademgorodok. Le centre est également composé de l'Université d'État de Novossibirsk (НГУ Новосибирский государственный университет).
En 2006 a été décidée la construction d'un parc technologique sur les technologies de l'information pour un coût initial estimé de 17 milliards de roubles et une superficie de 100 hectares. Une surface de 150 km² est également réservée aux logements, auxquels s'ajouteront par la suite des centres commerciaux et de nouveaux immeubles d'habitation.

## Histoire
L'un des problèmes rencontrés par l'Union soviétique dans les années 1950 était le développement rapide de la Sibérie, dotée d'abondantes ressources naturelles. Ceci justifia la décision de construction pour la première fois d'un centre de recherche loin de Moscou et de Saint-Pétersbourg, alors nommée Leningrad.
Cette décision suscita de nombreuses interrogations et de scepticisme à l'étranger, mais également à l'intérieur de l'Union soviétique. Cependant, le Parti communiste ayant décidé cette construction, elle commença avec tous les moyens nécessaires mis à sa disposition.
De nombreux scientifiques se rendirent ainsi au sud de Novossibirsk, où les premières maisons apparurent. La surface totale à l'époque de la construction est estimée à 700 hectares. Les pionniers reçurent tout ce dont ils avaient besoin et travaillèrent apparemment avec un très grand enthousiasme.
L'académicien Mikhail Alekseïevitch Lavrentyev, physicien et mathématicien reconnu, est considéré comme le fondateur du projet et fut le premier président de la division sibérienne de l'Académie des sciences d'URSS. Aidé entre autres de S.L. Sobolev et de S.A. Khristianovitch, il incita de nombreux chercheurs talentueux à venir en Sibérie, la naissance de la cité académique ayant véritablement lieu avec la fondation de l'Université d'État de Novossibirsk le 9 janvier 1958. L'avenue de la Science (Проспект Науки) fut d'ailleurs rebaptisée avenue Lavrentiev (Проспект Лаврентьева) en 1982 pour lui rendre hommage.

## Un centre scientifique

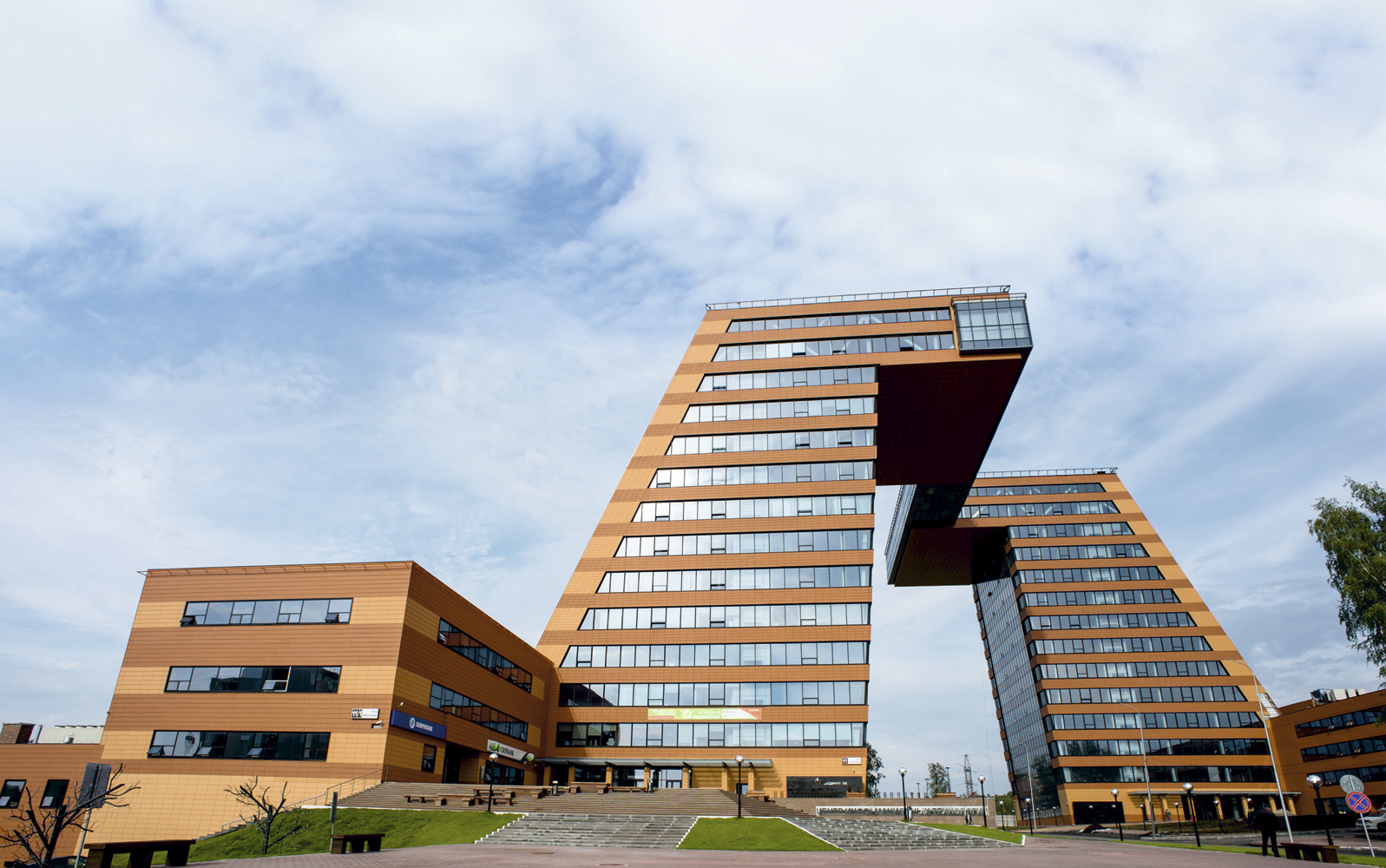
Technopole.

À elle seule, Akademgorodok représente la moitié des effectifs de la division sibérienne de l'Académie des sciences de Russie. Le but initial était de mener des projets de recherche de haute qualité dans les différents domaines scientifiques. Ceci a conduit à la création  dans différents domaines de nombreux instituts encore présents aujourd'hui :
- chimie : Institut de Cinétique et de Combustion, Institut de Chimie des Minéraux, Institut Vorojtsov de chimie organique, Institut de chimie des solides et de mécanochimie et l'Institut de catalyse ;
- informatique : l'Institut unifié d'informatique, composé de l'Institut des technologies calculatoires, l'Institut Erchov des systèmes informatiques et de l'Institut de conception des équipements de traitement des données ;
- mathématiques : l'Institut Sobolev, l'Institut de mathématiques appliquées, de mathématiques appliquées à la géophysique,
- mécanique : Institut d'hydrodynamique, Institut de mécanique théorique et appliquée, Institut Kutaledze de physique thermique et des mines ;
- physique : l'Institut de physique nucléaire Budker, l'Institut de physique des lasers, l'Institut unifié de physique des semi-conducteurs, qui comprend également l'Institut de microélectronique appliquée et un institut frère à Omsk, ainsi que l'Institut d'automatique ; ces centres disposent d'un synchrotron et d'un accélérateur de particules ;
- sciences sociales : Institut d'économie et de génie industriel, Institut d'histoire, de philosophie et de philologie ;
- sciences de la Terre : Institut de géologie, géophysique et de minéralogie ;
- sciences de la vie : Institut du sol et de la chimie agronomique, Jardin botanique central de Sibérie, Institut d'écologie, Institut de cytologie et de génétique et l'Institut de chimie bio-organique ; ces différents instituts bénéficient de serres, de vivariums et de fermes, qui comprennent un pool génétique important d'animaux indigènes. Dans le parc en face de l'institut de cytologie et de génétique a été érigé un monument en l'honneur de la souris de laboratoire[2].

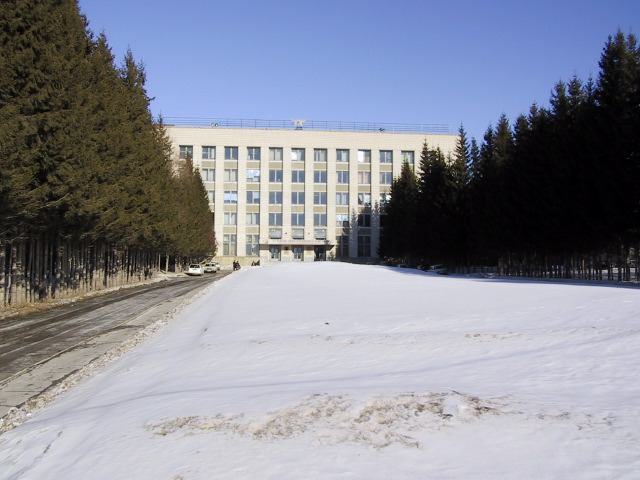
Institut Budker de physique.
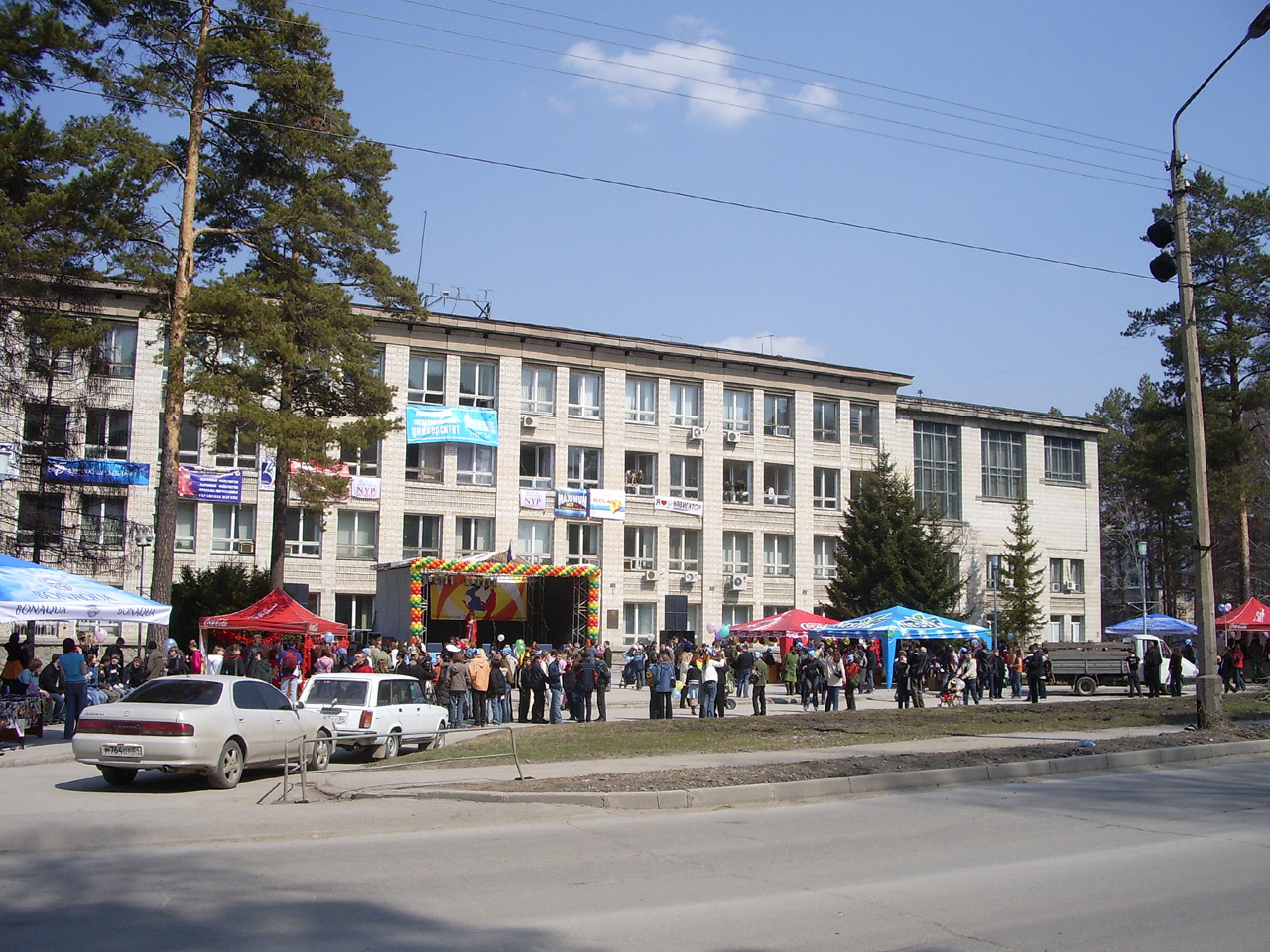
Université d’État de Novossibirsk, le bâtiment ancien.
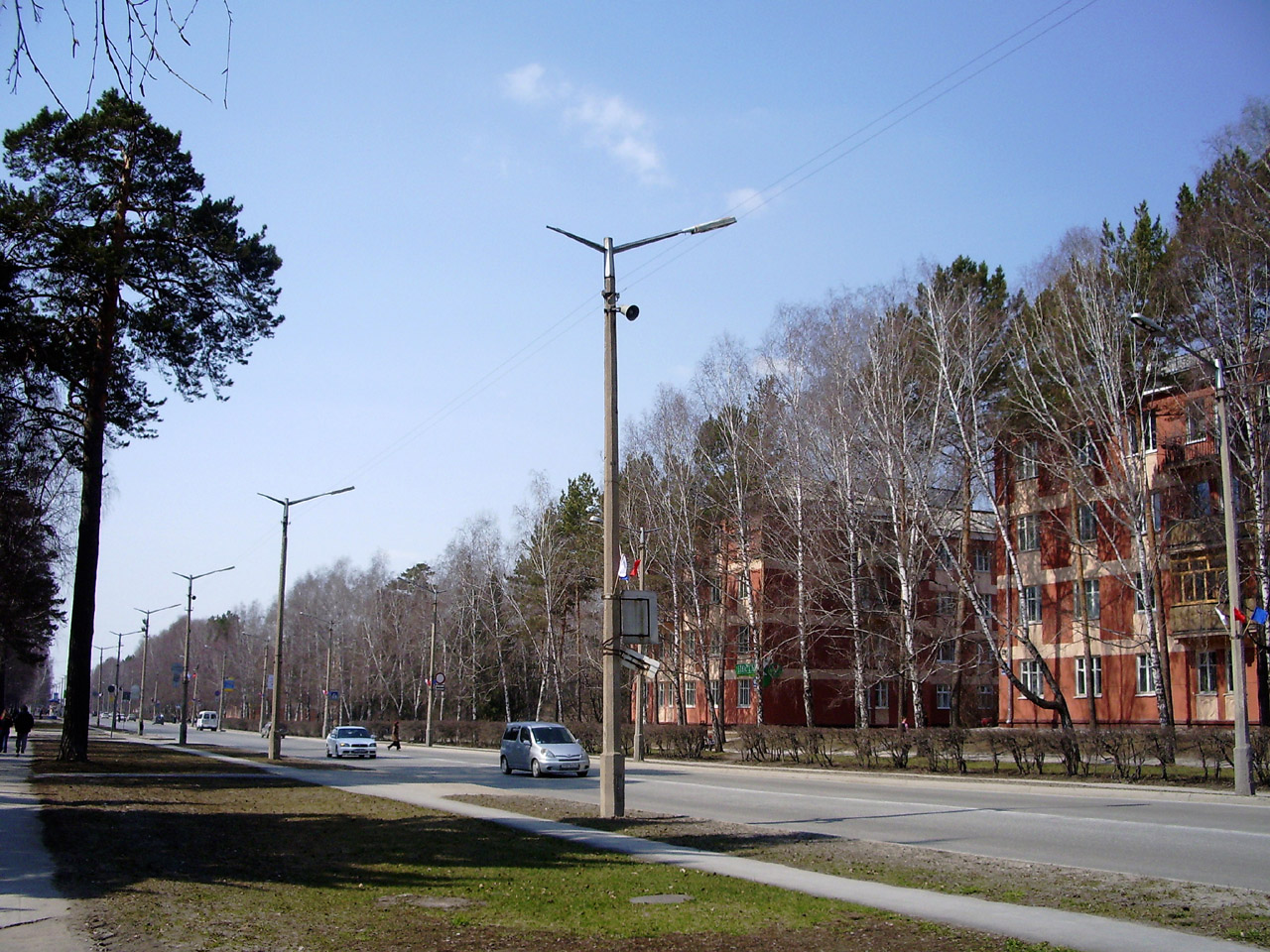
Morskoy prospekt.